# Deolali
Deolali es una ciudad y  acantonamiento situada en el distrito de Nashik en el estado de Maharashtra (India). Su población es de 54027 habitantes (2011). Se encuentra a 12 km de Nashik.

## Demografía
Según el censo de 2011 la población de Deolali era de 54027 habitantes, de los cuales 28269 eran hombres y 25758 eran mujeres. Deolali tiene una tasa media de alfabetización del 90,05%, superior a la media estatal del 82,34%: la alfabetización masculina es del 94,27%, y la alfabetización femenina del 85,44%.